# Danantara Indonesia Sovereign Fund
Der Danantara Indonesia Sovereign Fund (offiziell: Daya Anagata Nusantara Investment Management Agency, indonesisch: Badan Pengelola Investasi Daya Anagata Nusantara), allgemein bekannt als Danantara Indonesia oder einfach Danantara, ist nach der Indonesian Investment Authority der zweite Staatsfonds Indonesiens.

## Geschichte
Danantara wurde im ersten Quartal 2025 als zweiter Staatsfonds Indonesiens gegründet und mit Beteiligungen an sieben Staatsunternehmen ausgestattet. Schätzungen zufolge liegt der Wert dieser Beteiligungen bei 172 Milliarden US-Dollar, trotz unterschiedlicher Angaben in Medien und Regierungsverlautbarungen. Im ersten Monat seines Bestehens gab Danantara die Einstellung mehrerer hochrangiger Führungskräfte bekannt, darunter des stellvertretenden CEO und CIO des anderen Staatsfonds des Landes, INA, sowie eine vier Milliarden US-Dollar schwere Co-Investitionspartnerschaft mit Katar.
Es wurde publiziert, dass Prabowos Verbündeter und Investitionsminister Rosan Roeslani den Fonds leiten wird. Der Minister für Staatsunternehmen, Erick Thohir, -gemäß dem überarbeiteten Gesetz, das die Gründung von Danantara ermöglichte, übernahm eine Aufsichtsfunktion.
Ray Dalio lehnte eine ursprünglich angedachte beraterfunktion ab.
Das Konzept des Danantara wurde erstmals vor über 40 Jahren von Prof. Dr. Soemitro Djojohadikusumo, dem Vater von Präsident Prabowo Subianto, entwickelt. Als Wirtschaftsprofessor und ehemaliger Minister war Soemitro fest davon überzeugt, dass ein Staatsfonds das nationale Wirtschaftswachstum ankurbeln und die Ungleichheit verringern könnte. Trotz seines Einsatzes in den 1980er und 1990er Jahren griffen die nachfolgenden Regierungen die Idee nicht auf. Jahrzehnte später verwirklichte sein Sohn seine Vision mit der Gründung von Danantara im Februar 2025.
Im Juli 2025 wurde auch eine Kooperation mit der Japan Bank for International Cooperation und der Temasek Holdings bekannt gegeben.

## Finanzierung
Das Startkapital von Danantara stammt von sieben großen Staatsunternehmen, darunter Bank Mandiri, Bank Rakyat Indonesia, Telkom Indonesia und dem Energieriesen Pertamina. Zusammen haben diese Unternehmen rund 20 Milliarden Dollar aus ihren Einnahmen an Startkapital beigesteuert.
Danantara hat eine Kreditlinie über 10 Milliarden USD mit verschiedenen Banken verhandelt, wovon im Juli 2025 bereits 3 Milliarden abgerufen werden sollten. Bei voller Inanspruchnahme wäre dies die größte Kreditfazilität Südostasiens.